# Raión de Kangarli
Kangarli (en azerí: Kəngərli) es un rayón de Azerbaiyán, ubicado dentro de la República Autónoma de Najicheván. Fue creado en marzo de 2004. Su ciudad capital es la ciudad de Givrag.
El nombre Kangarli fue aplicado originalmente a una tribu túrquica que fundó un kanato regional (1747-1829) que gobernó la zona de la capital en Maku, en lo que hoy es Irán.

## Territorio y población
Posee una superficie de 682 kilómetros cuadrados, los cuales son el hogar de una población compuesta por unas 26 100 personas. Por ende, la densidad poblacional se eleva a la cifra de los 38,27 habitantes por cada kilómetro cuadrado de este raión.